# The Idiot
The Idiot es el álbum debut como solista del músico estadounidense Iggy Pop, publicado el 18 de marzo de 1977 por RCA Records. Fue producido por David Bowie e inicialmente grabado en los estudios Château d'Hérouville en Hérouville, Francia. El disco presenta un abandono del sonido garage rock de los anteriores trabajos de Pop con su banda The Stooges, siendo comparado particularmente con el sonido de álbumes como Low y Heroes del mismo Bowie, especialmente por la incorporación de sonidos electrónicos y por su atmósfera introspectiva.
Se afirma que el cantante Ian Curtis de la agrupación Joy Division se suicidó en su casa luego de escuchar el álbum.

## Lista de canciones
Todas escritas y compuestas por Iggy Pop y David Bowie, excepto "Sister Midnight", coescrita por Carlos Alomar.
1. «Sister Midnight»	(4:19)
2. «Nightclubbing»	(4:14)
3. «Funtime»	(2:54)
4. «Baby»	(3:24)
5. «China Girl»	(5:08)
6. «Dum Dum Boys»	(7:12)
7. «Tiny Girls»	(2:59)
8. «Mass Production»	(8:24)

## Personal
- Iggy Pop – voz
- David Bowie – teclados, sintetizador, saxofón, guitarra, piano, producción
- Carlos Alomar – guitarra
- Dennis Davis – batería
- George Murray – bajo
- Phil Palmer – guitarra
- Michel Santangeli – batería
- Laurent Thibault – bajo
- Tony Visconti: mezclas adicionales